# Diana Umbronensis

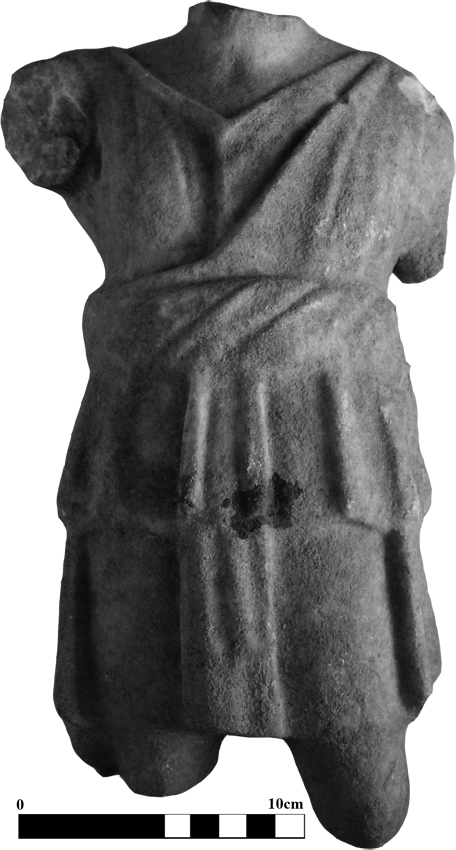
Statua di Diana Umbronensis

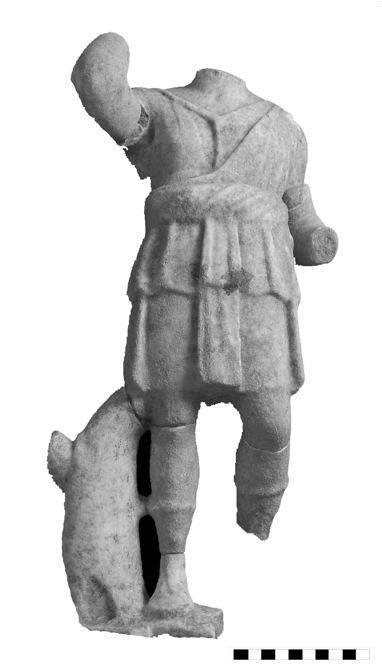
Statua di Diana Umbronensis dopo il restauro

Diana Umbronensis o Diana Umbronense è una divinità romana, venerata nel territorio dell'antica Roselle (ager Rosellanus) a partire dal II secolo a.C. sino almeno al IV secolo d.C.

## La divinità
Il nome deriva dal fiume Ombrone la cui foce si trovava a poche centinaia di metri dal suo santuario realizzato sulla cima del promontorio dello Scoglietto. Non si conoscono al momento fonti scritte antiche che ricordino il culto di Diana Umbronensis, ma un'epigrafe rinvenuta nel 2003 presso lo Scoglietto, nel comune di Grosseto, recita la dedica di un servo della famiglia degli Haterii al culto della divinità della caccia, delle foreste e delle gestanti.

## Archeologia
Gli scavi archeologici presso il santuario Ombronense hanno riportato alla luce una statua marmorea di decorazione in cui è raffigurata Diana vestita da cacciatrice. Il piccolo manufatto trova confronti stringenti nella iconografia di Diana e in una statuetta in marmo rinvenuta nella vicina città di Cosa, nella cosiddetta Casa di Diana.
La piccola statua di Diana di Alberese è stata riportata alla luce durante gli interventi archeologici presso la cosiddetta Domus Dianae, un piccolo sacello di forma rettangolare con abside trapezoidale finale. Interessante, inoltre, il rinvenimento di un deposito votivo per lo più composto da lucerne prodotte in Africa, Italia, Gallia, assieme a monete bronzee , due balsamari vitrei, un vago di collana ed un bronzetto votivo a forma di cane.

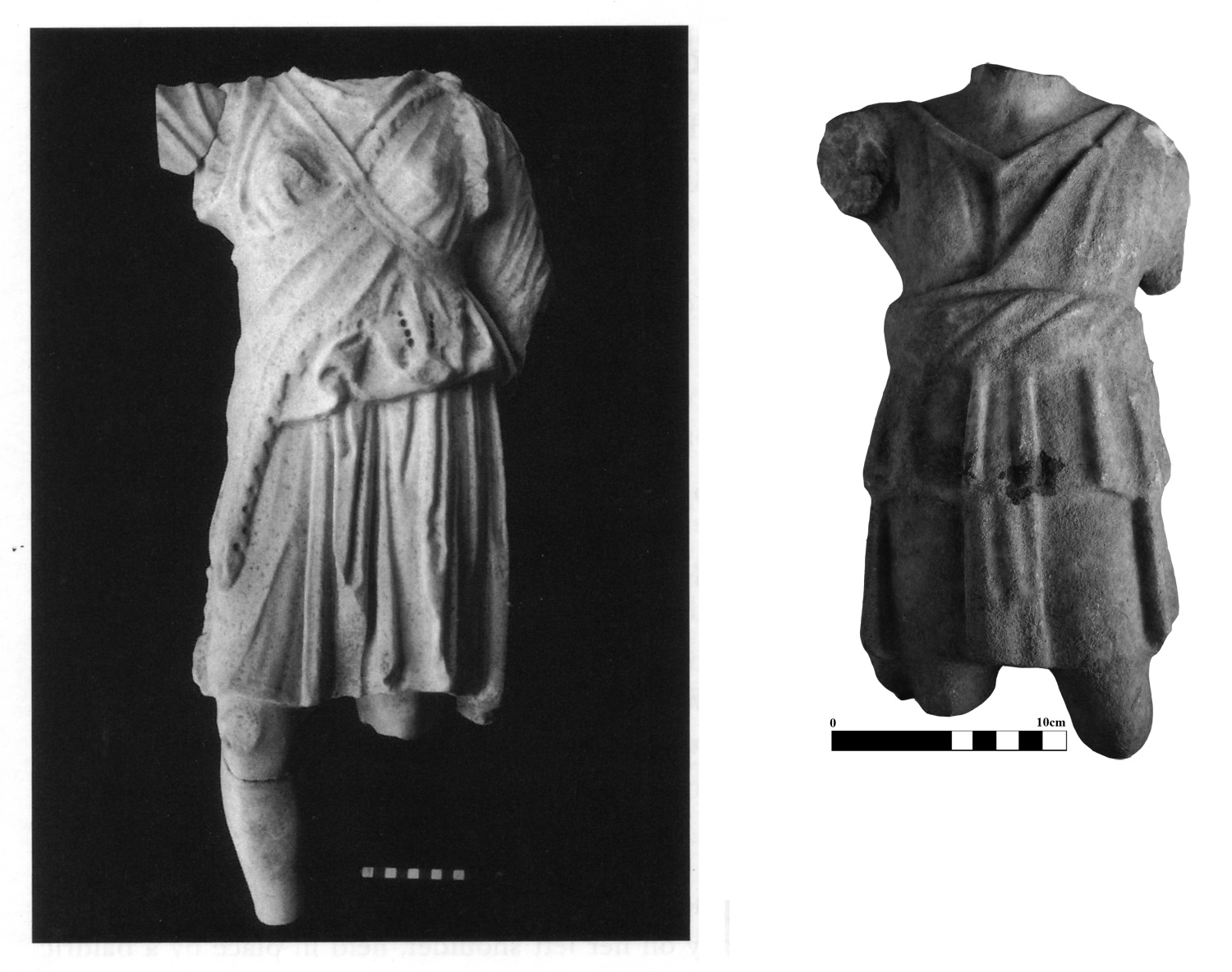
A sinistra, statua di Diana rinvenuta a Cosa, a destra Diana Umbronensis da Scoglietto

## Pubblicazioni
- Sebastiani A., Chirico E., Colombini M., Cygielman M. (a cura di) 2015, Diana Umbronensis a Scoglietto. Santuario, Territorio e Cultura Materiale. Archaeopress Roman Archaeology 3, Oxford (ISBN 9781784910525).
- Brando M., Sebastiani A. 2017, Enlightening Diana Umbronensis. The Late Antique Lamp Assemblage from the Sanctuary at Scoglietto (Alberese – IT), in G. Lipovac Vrkljan, I. Ožanić Roguljić, M. Ugarković (eds. ) Roman and Late Antique Lamps: Production and Distribution, Contacts on the Mediterranean, Zagreb , pp. 119-139 (ISBN 9789536064335)
- Cygielman M., c.s., Diana Umbronense alla foce del fiume Ombrone (Grosseto), in Scritti in onore di A. Romualdi.

- Sebastiani A., 2011,  Foce dell'Ombrone. Tempio di Diana, in Archeologia Viva, 145, p. 12.

- Cygielman M., Chirico E., Colombini M., Sebastiani A., 2010, (a cura di) Dinamiche insediative nel territorio della foce dell'Ombrone: nuovi dati dagli scavi dell'area templare dello Scoglietto, in Notiziario della Soprintendenza ai Beni Archeologici della Toscana, 2010/5, pp. 35-92.

- Cygielman M., Chirico E., Colombini M., Sebastiani A., 2010, Un tempio sullo Scoglietto, in Archeologia Viva, 140, pp. 50-54.

- Chirico E., Colombini M., Sebastiani A., 2009, E dallo scavo dello Scoglietto a Marina di Alberese riaffiora la storia, in Maremma Magazine, VII, 11, pp. 47-50.